# تعداد فلسطين الانتدابية 1931

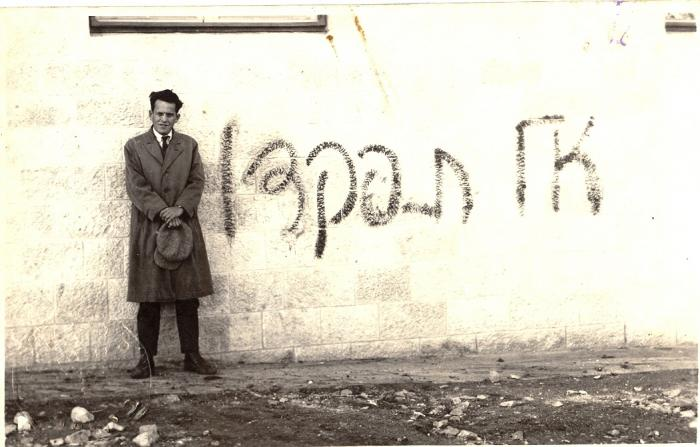
يقف أبا أهيمير بجانب الكتابة على الجدران التي تدعو إلى عدم المشاركة في تعداد فلسطين لعام 1931

تعداد فلسطين عام 1931 هو التعداد الثاني الذي أجرته سلطات الانتداب البريطاني على فلسطين بعد تعداد 1929، وتم إجراؤه في 18 نوفمبر 1931 تحت إشراف الرائد إ. ميلز، وكان هذا هو آخر تعداد في فلسطين من قبل الإدارة البريطانية.
وجد التعداد أن إجمالي عدد السكان بلغ 1,035,821 (1,033,14 باستثناء أعداد القوات البريطانية ) – بزيادة قدرها 36.8٪ منذ عام 1922، والتي زاد عدد السكان اليهود بنسبة 108.4٪. تم تقسيم السكان حسب الدين على النحو التالي: 759,717 مسلم، و174,610 يهودي، و91,398 مسيحي، و9,148 درزي، و350 بهائي، و182 سامري، و421 لاديني. لقد طرح البدو الرحل في الجنوب مشكلة خاصة وكانوا مترددين في التعاون، فتم إجراء تقديرات لكل قبيلة من قبل ضباط إدارة المقاطعة وفقًا للملاحظة المحلية، وشمل ما مجموعه 759,717 مسلم منهم 66553 شخص تم تقديرهم بهذه الطريقة. بلغ عدد القوات البريطانية الأجنبية المتمركزة في فلسطين عام 1931 حوالي 2500 جندي.

## الإصدارات
نشرت حكومة فلسطين ثلاثة مجلدات من البيانات المستمدة من التعداد، قام بتحريرها مدير التعداد ومساعد الأمين العام إ. ميلز.
- تعداد فلسطين 1931: سكان القرى والمدن والمناطق الإدارية. القدس، 1932 (120 صفحة).[6]
- تعداد فلسطين 1931: المجلد الأول. فلسطين الجزء الأول، تقرير. الإسكندرية، 1933 (349 صفحة).
- تعداد فلسطين 1931: المجلد الثاني. فلسطين، الجزء الثاني، الجداول. الإسكندرية، 1933 (595 صفحة).

## لمزيد من الاطلاع
- مقتطفات قصيرة متنوعة من تقارير التعداد في جامعة إيموري:  .
- جي. مكارثي، سكان فلسطين، مطبعة جامعة كولومبيا (1988). يحتوي على العديد من صفحات الجداول المستخرجة من تقارير التعداد.